# Richard Russo
Richard Russo (Johnstown, 1949. július 15. –) Pulitzer-díjas amerikai regényíró, novellaíró, forgatókönyvíró és tanár. 
2002-ben Pulitzer-díjat kapott szépirodalmi kategóriában A múlt fogságában című regényéért. 2002-ben több művét is feldolgozták televíziós sorozatokban és filmekben.

## Fiatalkora és tanulmányai
A New York állambeli Johnstown született, és a közeli Gloversville-ben nőtt fel. Az Arizonai Egyetemen szerzett alapdiplomát, mesterképzést és filozófiai doktori címet. 1967-től 1979-ig az Arizonai Egyetemen tanult. Doktori disszertációjának témája a korai amerikai író, történész és szerkesztő, Charles Brockden Brown művei voltak.

## Pályafutása
A Southern Illinois University Carbondale angol tanszékén tanított, amikor 1986-ban megjelent első regénye, a Mohawk. Munkáinak nagy része félig önéletrajzi ihletésű, és az életéből merít a New York állam északi részén nevelkedett, majd a Colby College-ban irodalmat tanított, ahonnan 1996-ban vonult nyugdíjba, hogy teljes munkaidőben az írással foglalkozhasson.
2001-ben megjelent A múlt fogságában című regénye 2002-ben Pulitzer-díjat kapott. Kilenc másik regényt, egy novelláskötetet és egy memoárt (Elsewhere) írt. "Horseman" című novellája megjelent a Stephen King és Heidi Pitlor által szerkesztett The Best American Short Stories 2007 című kötetben.
Könyvszerzői munkája mellett Russo Robert Benton rendezővel közösen írta az 1998-as Twilight című filmet, amelynek Paul Newman volt a főszereplője. Ő írta a 2005-ös The Ice Harvest című film forgatókönyvét is, valamint a 2005-ös Niall Johnson-film, a Keeping Mum című film forgatókönyvét, amelyben Maggie Smith és Rowan Atkinson játszotta a főszerepet.

## Magánélete
Russo és felesége, Barbara a Maine állambeli Portlandben élnek, a teleket Bostonban töltik. Két lányuk van.

## Művei

### Regények
- Mohawk(wd) (Vintage Books(wd), 1986)
- The Risk Pool(wd) (Random House(wd), 1988)
- Nobody's Fool(wd) (Random House, 1993)
- Straight Man(wd) (Random House, 1997)
- Empire Falls(wd) (Alfred A. Knopf(wd), 2001)
- Bridge of Sighs(wd) (Alfred A. Knopf, 2007)
- That Old Cape Magic(wd) (Alfred A. Knopf, 2009)
- Everybody's Fool(wd) (Alfred A. Knopf, 2016)
- Chances Are...(wd) (Alfred A. Knopf, 2019)
- Somebody's Fool(wd) (Alfred A. Knopf, 2023)

### Novellák
- The Whore's Child and Other Stories(wd) (Alfred A. Knopf, 2002)
- Interventions, Kate Russo illusztrátorral (Down East Books(wd), 2012)
- Trajectory: Stories (Alfred A. Knopf, 2017)
- Sh*tshow (Vintage, 2020)

### Non-Fiction
- Elsewhere: A Memoir (Alfred A. Knopf, 2012)
- The Destiny Thief: Essays on Writing, Writers and Life (Alfred A. Knopf, 2018)
- Marriage Story, An American Memoir (Scribd, 2021)

### Magyarul megjelent
- A múlt fogságában (Empire Falls) – Kelly, Budapest, 2002 · ISBN 963870439X · Fordította: Ördögh Bálint
- Sóhajok hídja (Bridge of Sighs) – Kelly, Budapest, 2008 · ISBN 9789639667464 · Fordította: Ördögh Bálint
- Lucky Hank (Straight Man) – Athenaeum, Budapest, 2024 · ISBN 9789635433520 · Fordította: Szieberth Ádám

## Műveinek adaptációi
Robert Benton rendező Russo 1993-as Nobody's Fool című regényét adaptálta filmre, mely 1994-ben jelent meg Senki bolondja címmel, Paul Newman főszereplésével. Russo írta 2001-es Pultizer-díjas regénye, az Empire Falls HBO által sugárzott adaptációjának forgatókönyvét is.
1997-es Straight Man című regényét Paul Lieberstein és Aaron Zelman adaptálta televíziós sorozattá. Az AMC megbízásából, Bob Odenkirk főszereplésével készült Lucky Hank 2023. március 19-én debütált.

## Fordítás
- Ez a szócikk részben vagy egészben  a   Richard Russo című angol Wikipédia-szócikk fordításán alapul.  Az eredeti cikk szerkesztőit annak laptörténete sorolja fel. Ez a jelzés csupán a megfogalmazás eredetét és a szerzői jogokat jelzi, nem szolgál a cikkben szereplő információk forrásmegjelöléseként.